# サムエル (歌手)
サムエル（本名、サミュエル・アレドンド（Samuel Arredondo）、韓国名はキム・サムエル（김사무엘）、2002年1月17日 - ）は、アメリカ合衆国カリフォルニア州ロサンゼルス生まれで、主に大韓民国で活動している。父親はスペイン系アメリカ人、母親は韓国人のハーフである。2017年8月2日からサムエルという名前で活動している。

## 概要
アメリカで生まれ育ち、幼いながらにジャスティン・ビーバーやクリス・ブラウンが通ったダンススクールに通い、ダンス漬けの幼少期を過ごした。後に東方神起のステージに心を奪われ、小学生ながらに一大決心をし韓国に渡る。プレディスでSEVENTEENの候補生として練習生時代を過ごしたが、幼い年齢が足枷となりデビューは叶わなかったと後に出演するPRODUCE 101シーズン２のインタビューで語っている。Pledisエンターテインメント退所後に韓国のユニット勇敢な兄弟、カン・ドンチョルプロデューサーにその実力を認められBraveエンターテインメントに移籍、2015年1月23日に1PUNCHとしてデビューした。
しかし、2015年9月に1PUNCHのメンバーが他の事務所に移籍したため、事務所側は解散を否定するコメントを発表したが、グループは事実上の解散を余儀なくされた。
2017年PRODUCE 101シーズン２への出演したが、最終投票では18位となり、Wanna Oneへのメンバー入りは果たせなかった。番組終了直後の2017年8月2日に「サムエル」の名義でソロ活動を開始。2019年6月に自身のSNSで事実上の事務所からの独立と独自の活動を宣言。
2019年8月現在、本人・家族側と事務所側の間では活動をめぐって紛争状態のため、
事実上の無所属状態であるが、ソロアーティスト、俳優としてドラマ出演、モデルとしても日本の雑誌popteenの専属モデルを務めるなど活動中。

## 略歴

### 2002年-2016年
- 2002年　-　アメリカ合衆国カリフォルニア州で生まれ、幼い頃からダンス教室に通いながらダンスを習ってきた。
- 2011年　-　K-Star USA オーディションに参加し、金賞受賞。インタービューでは｢このオーディションのために一日6時間ずつ練習した。是非ピのような韓流スターになりたい。｣と話し、｢他の皆は(私に)アメリカでエンターテイナーとして成功しなさいと言ってくれるけど、是非韓国へ行きたい。韓国は母さんの故郷でもあるが、韓国の芸人たちが世界で最も才能があると思う。韓国でスターになりたい。」と述べている[7]。
- 2012年　-　JTBCのオーディション番組のMade in Uにも参加し[8]、その後からPledisエンターテインメントでSEVENTEENの候補メンバーとして活躍したが、幼過ぎたことと母の反対もあり、SEVENTEENのメンバーとしてのデビューはできなかった。[9]
- 2015年　-　韓国の作曲家の勇敢な兄弟(용감한형제)のBraveエンターテインメントに移籍。
- 2015年1月　-　パンチ(펀치)という芸名でラッパーのワンと共に1PUNCH（朝鮮語版）というヒップホップグループのメンバーとデビュー。
- 2015年9月　-　メンバーのワンが同年YGエンターテインメントと専属契約を締結したことで1PUNCHは事実上の解散[10]。[11]
- 2016年　-　アメリカのラッパーサイレントとコラボレーション曲「Spotlight」を発売[12][13]

### 2017年
- 1月　-　第26回ソウル歌謡大賞でグローバルコラボレーションアワードを受賞。
- 4月　-　Mnetのオーディション番組のPRODUCE 101シーズン２に出演。
- 7月　-　PRODUCE 101シーズン２最終回にて最終順位は18位を記録し、Wanna Oneのメンバーとしてのデビューはならなかった。
- 8月2日　-　1ｓｔソロミニアルバムの「SIXTEEN」をリリース。ソロアーティストとしての活動を開始した。[14]
- 11月16日　-　1ｓｔフルアルバムの「EYE CANDY」でカムバック[15]。
- 12月6日　-　香港にて開かれた「2017 Yahoo Asia Buzz Awards」で年間最多検索の韓国新人歌手賞（Most Searched KR New Singer）を受賞。[16]
- 12月10日　-　日本のポニーキャニオンとマネジメント契約を締結し、2018年から日本で活動を発表。[17]

### 2018年
- 1月16日　-　シングル「WINTER NIGHT」配信[18]。
- 2月7日　-　日本のデビューシングル「SIXTEEN-Japanese Ver.-」リリース[19]。
- 3月28日　-　2ndミニアルバム「ONE」をリリース。ソウル麻浦区合井洞メセナポリスの新韓カード・FANスクエアで「ONE」の発売記念ショーケースを開催[20]。
- 5月16日　-　日本の2ndシングル「Candy-Japanese Ver.-」をリリース[21]。
- 5月20日　-　日本初ショーケース「Samuel 1st Japan Showcase」開催[22]。
- 5月30日　-　2ndミニアルバムのリパッケージアルバム「TEENAGER」リリース[23]。
- 9月15日　-　ソウル広津区YES24ライブホールで韓国で初の単独コンサート「I'm Ready」を開催（9月15日～9月16日）[24]。
- 11月5日　-　「Dance war」に出場し、最終優勝を獲得[25]。

### 2019年
- 3月2日　-　韓林演芸芸術高等学校入学式に出席[26]。
- 3月20日　-　日本での3rdシングル「ONE -Japanese Ver.-」リリース[27]。
- 3月28日　-　東京・豊洲PITで開催された「Popteen#全力祭2019」で、ファッション誌「Popteen」のメンズモデルとなることを発表[28]。
- 6月8日　-　自身のInstagramに事実上事務所から離れての単独での芸能活動を宣言[5]。
- 6月21日　-　Instagramを通じて、オフィシャルYouTubeチャンネル開設を発表[29]。

### 2021年
- 11月17日　-　所属事務所のBRAVEを相手に提起した専属契約無効訴訟の1審で勝訴[30]。

### 2022年
- 1月13日　-　元所属事務所のBRAVEと専属契約紛争の終結で合意[31]。

## ディスコグラフィー

### 韓国

#### ミニ・アルバム
- SIXTEEN（2017年8月2日） -　「SIXTEEN」はHANTEOチャートデイリーランキングで1位を記録し、またiTunesインドネシア、フィリピン、ベトナムの3カ国でも1位を取った。更にタイ、香港、台湾、シンガポールなどでもランクインTOP10に入った。[32]
- ONE（2018年3月28日）
- TEENAGER リパッケージ（2018年5月30日）

#### アルバム
- EYE CANDY（2017年11月17日）

#### シングル
- WINTER NIGHT（2018年1月16日）

#### 1PUNCH名義
- The Anthem (2015年1月23日)

### 日本

#### シングル
- SIXTEEN-Japanese Ver.-（2018年2月7日）
- Candy -Japanese Ver.-（2018年5月16日）
- ONE -Japanese Ver.-（2019年3月20日）

## コンサート

### 日本

#### ショーケース
| 年      | 月日                      | タイトル | 都市       | 会場 |
| ------- | ------------------------- | -------- | ---------- | ---- |
| 2018年  |                           |          |            |      |
| 5月18日 | Samuel 1st Japan Showcase | 大阪     | BIGCAT     |      |
| 5月20日 | Samuel 1st Japan Showcase | 東京     | 山野ホール |      |

## 出演

### テレビ番組
- KNTV「Samuelの私生活」
- Mnet「Samuel 1st Japan Showcase 密着 SP」
- Arirang TV「Pops in Seoul」（2018年6月4日）[33]（MC）
- tvN「私の英語思春期 100時間」（2018年12月20日）[34][35]
- JTBC「知ってるお兄さん」（2019年3月2日）[36]
- 「アイドルルーム」（2019年4月16日）[37]

### ウェブドラマ
- 「復讐ノート2」（2018年）[38]

### その他ネット番組
- V LIVE　OSENチャンネル「スターロード」（2018年）[39]

## 書籍

### 雑誌
- haru*hana（2018年9月29日）

## 広告・CM
| ▼ 広告          |                                                                               |                           |
| 期間            | 企業名/製品名/広報名                                                          | 共演者など                |
| 2011年 - 2012年 | ファミリーモーターズ（自動車販売店）                                          |                           |
| 2016年          | NIKE AIR FORCE 1（スニーカー）                                                | イム・ヨンミン ユ・ソンホ |
| 2017年          | GS25（コンビニエンスストア） MD'S PICK（コスメティックスキンケア）            |                           |
| 2018年          | MD'S PICK（コスメティックスキンケア） Kmall24（韓国商工会ショッピングサイト） |                           |

## 受賞歴
| 年     | 内容 |
| 2017年 | - 第26回《ソウル歌謡大賞》ワールドコラボレーション賞（With.サイレント） - 《Yahoo! アジアバズアワード》年間最多検索韓国新人歌手賞 |
| 2018年 | - 《2017クリックスターウォーズ》新人賞 - 第2回《ソリバダベストケイミュージックアワード》新韓流パフォーマンス賞                    |

### 韓国
- 事務所公式プロフィール
- 公式ファンカフェ
- サムエル (braveentsamuel) - Facebook
- サムエル (@bravepunch_) - X（旧Twitter）
- サムエル (@its_kimsamuel) - Instagram
- Samuel OFFICIAL - YouTubeチャンネル
- Samuel Official - YouTubeチャンネル
- サムエル - 新浪微博（簡体字中国語）※1PUNCH所属当時のもの

### 日本
- 日本オフィシャルサイト(2020年4月時点のアーカイブス）
- サムエル (SamuelJapan) - Facebook Samuel日本オフィシャルFacebook
- サムエル (@Samuel_JP_Official) - X（旧Twitter） Samuel日本オフィシャルFacebook
- サムエル (@samuel_japan) - Instagram Samuel日本オフィシャルInstagram